# Rimpfischhorn
Il Rimpfischhorn (4.199 m s.l.m.) è una montagna svizzera delle Alpi Pennine nel Massiccio del Mischabel.

## Caratteristiche
La montagna si trova a sud dell'Allalinhorn e separato da questo dall'Allalinpass. A sud della montagna l'Adlerpass lo separa dallo Strahlhorn e dall'Adlerhorn.
Ad oriente la montagna è contornata dall'Allalingletscher mentre ad occidente scende il Mellichgletscer.
È caratterizzato da una frastagliata cresta sommitale. Lungo questa cresta si trova il gendarme quotato 4.108 m che è inserito nella lista secondaria dei 4000 delle Alpi.

## Salita alla vetta

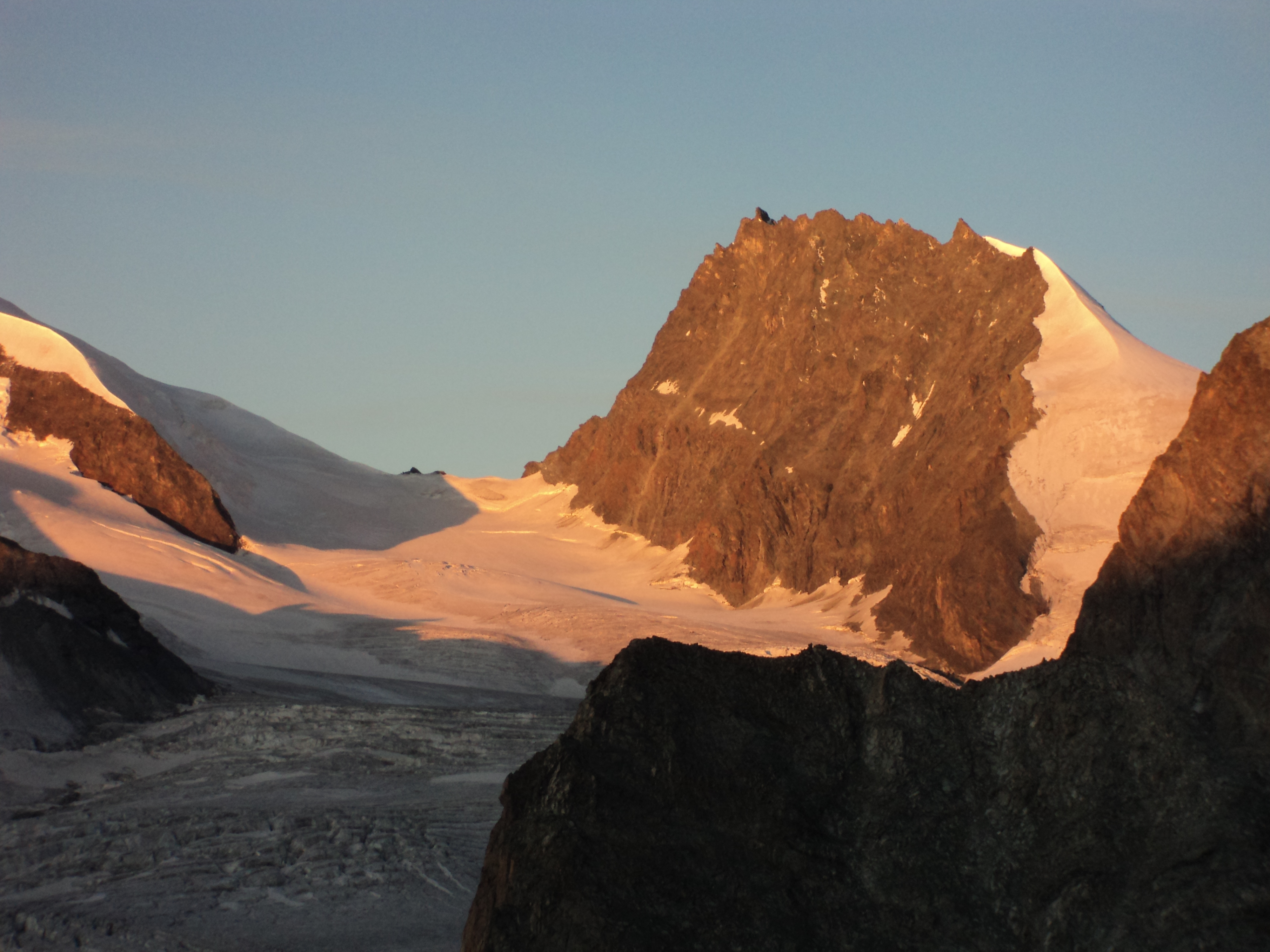
La montagna vista dalla Britanniahütte. Al centro sinistra l'Adlerpass ed in basso l'Allalingletscher.

La prima salita alla vetta fu effettuata il 9 settembre 1859 da Leslie Stephen e Robert Liveing con le guide Melchior Anderegg e Johann Zumtaugwald.
Oggi è possibile salire sulla vetta partendo dalla Täschhütte oppure in alternativa dalla Britanniahütte.